# Scott Wine
Scott W. Wine (* 1967 in USA) ist ein US-amerikanischer Manager und seit Januar 2021 CEO von CNH Industrial.

## Karriere
Nach einem Bachelor-Abschluss an der United States Naval Academy sowie einem Master of Business Administration (MBA-)Abschluss an der University System of Maryland trat er von 1989 bis 1996 als Offizier in die US-Marine (United States Navy) ein. Danach ging er zum US-Unternehmen Allied Signal Corp und im Anschluss daran zum US-Konzern Danaher Corporation. 2008 trat er in das US-Unternehmen Polaris Industries ein, wo er ab 2013 der Vorstandsvorsitzende (CEO) wurde. Am 4. Januar 2021 übernahm er den Chefsessel (CEO) bei CNH Industrial.